# Русеф, Дилма
Ди́лма Ва́на Русе́ф (Роуссефф) (порт. Dilma Vana Rousseff, МФА [ˈdʒiwmɐ ʁuˈsɛf]; род. 14 декабря 1947, Белу-Оризонти) — бразильский политик, президент Бразилии с 1 января 2011 по 12 мая 2016 года, первая женщина на посту лидера Бразилии. С 24 марта 2023 года является президентом Нового банка развития БРИКС.

## Родители

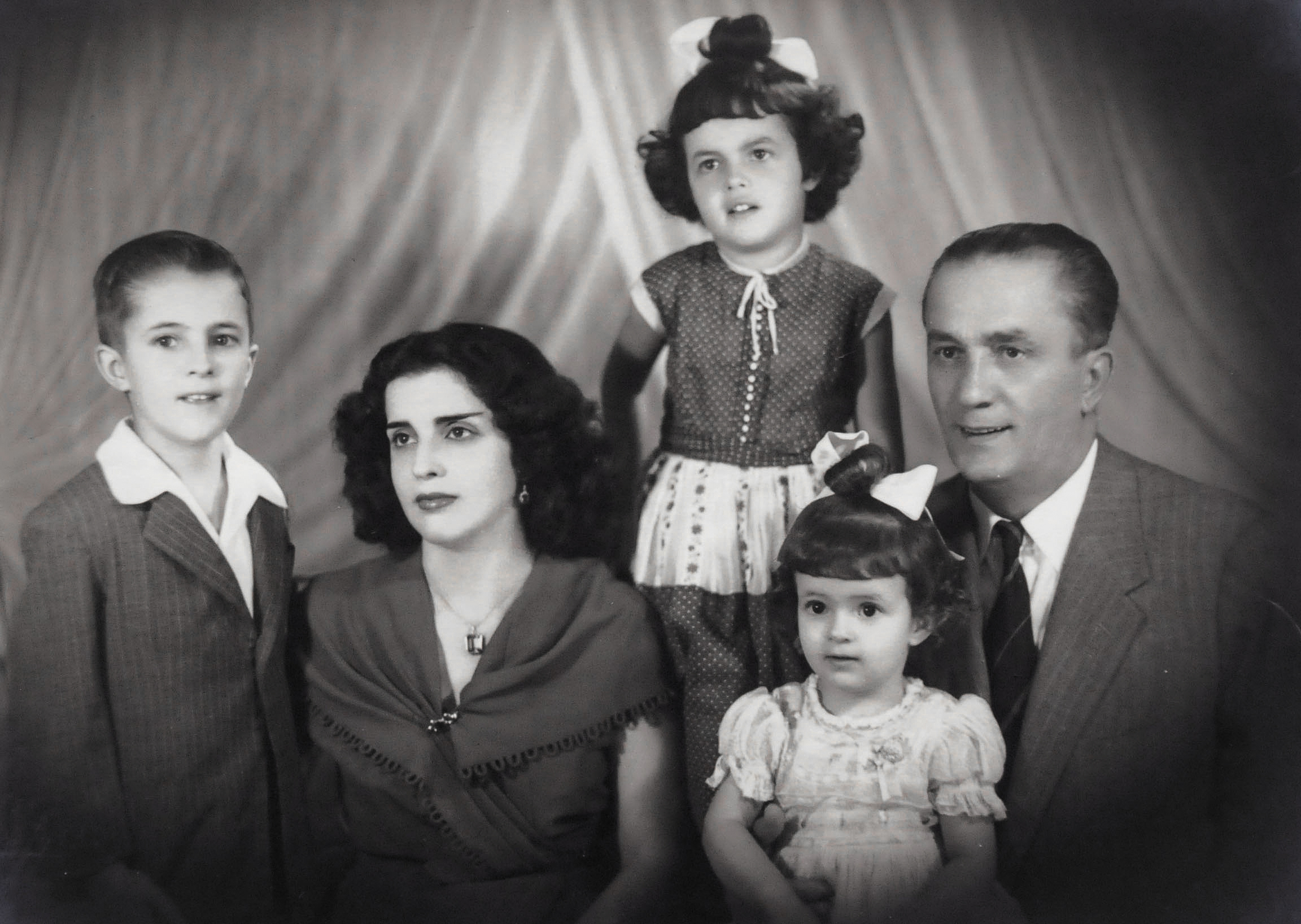
C родителями, братом и сестрой

Дилма родилась 14 декабря 1947 года в семье болгарского эмигранта Петра Русева (болг. Петър Стефанов Русев). Болгарским языком не владеет.
Её отец — активный член Болгарской коммунистической партии, из-за политических преследований вынужден был эмигрировать из Болгарии в 1929 году. Некоторое время жил во Франции, где начал записывать свою фамилию как Rousseff. Затем переехал в Аргентину и спустя несколько лет перебрался в Бразилию, где женился на Дилме Жане Коимбра Силва. У них родилось трое детей: Игорь, Дилма Вана и Жана Лусиа.

## Революционная деятельность

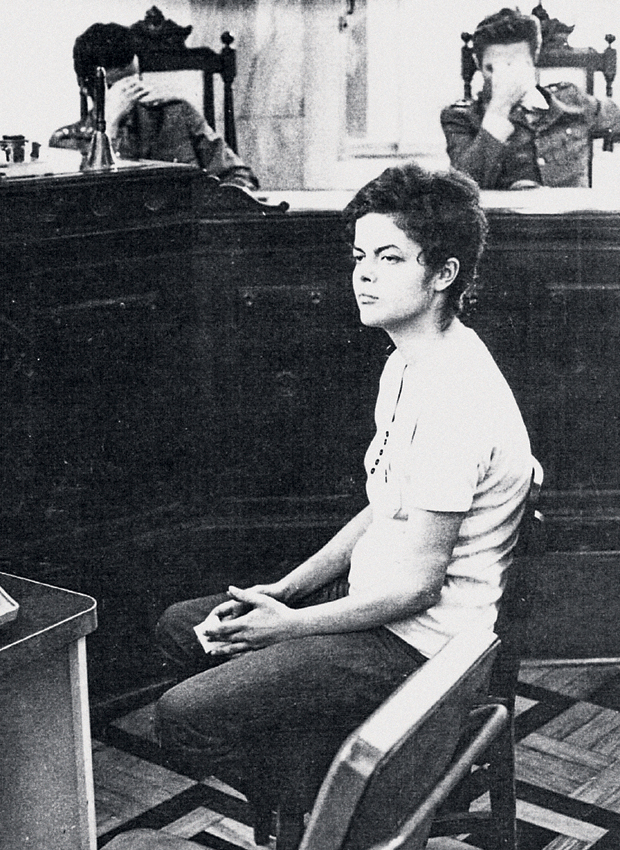
Дилма Русеф перед военным судом в 1970 г.

Дилма активно заинтересовалась политикой после военного переворота 1964 года, в ходе которого был свергнут президент Жуан Гуларт. В 1967 году она присоединилась к молодёжной организации Социалистической партии Бразилии, а затем к её радикальной фракции «Команда национального освобождения», отстаивавшей идею вооружённой борьбы против военной диктатуры с помощью методов «городской герильи». Несколько лет Дилма находилась в составе подпольных вооружённых организаций, но непосредственного участия в боевых действиях не принимала.

## Тюрьма
В 1970 году Русеф была арестована, в тюрьме её избивали и пытали электрошоком. Одна из её подруг того времени, поэтесса и художница Неуза Ладейра (Neuza Ladeira), которая тоже была арестована, вспоминает: «После тюрьмы осталась большая пустота. Наша мечта исчезла, появился прагматизм. Каждый пошёл своей дорогой».
Дилма Русеф вышла из тюрьмы в конце 1972 года, похудевшая и больная.

## Начало карьеры
Первую работу Дилма потеряла из-за своего партизанского прошлого и решила продолжить учёбу — на этот раз на юге Бразилии в штате Риу-Гранди-ду-Сул. Здесь отбывал заключение её второй муж Карлус Араужу, тоже один из членов революционного подполья. Он освободился в 1973 году, а в 1976 году у них родилась дочь. Ещё год спустя Русеф окончила Федеральный университет Риу-Гранди-ду-Сул с дипломом бакалавра по специальности «экономика».
Впоследствии в своём резюме она утверждала, что получила диплом магистра. Обман открылся лишь в 2009 году, когда об этом написал бразильский журнал «Пиауи». Русеф признала, что в документе «была ошибка», отказываясь уточнять детали. В 1980-х годах она начинала писать кандидатскую работу, но не закончила её. Она возобновила связи с левыми организациями, но на этот раз действовала легально, став советником Демократической рабочей партии.
В конце 1980-х годов работала казначеем в мэрии Порту-Алегри.
В 1990-е годы возглавляла негосударственный Фонд экономики и статистики (порт. Fundação de Economia e Estatística) и работала в министерстве энергетики штата Риу-Гранди-ду-Сул.

## Политическая карьера

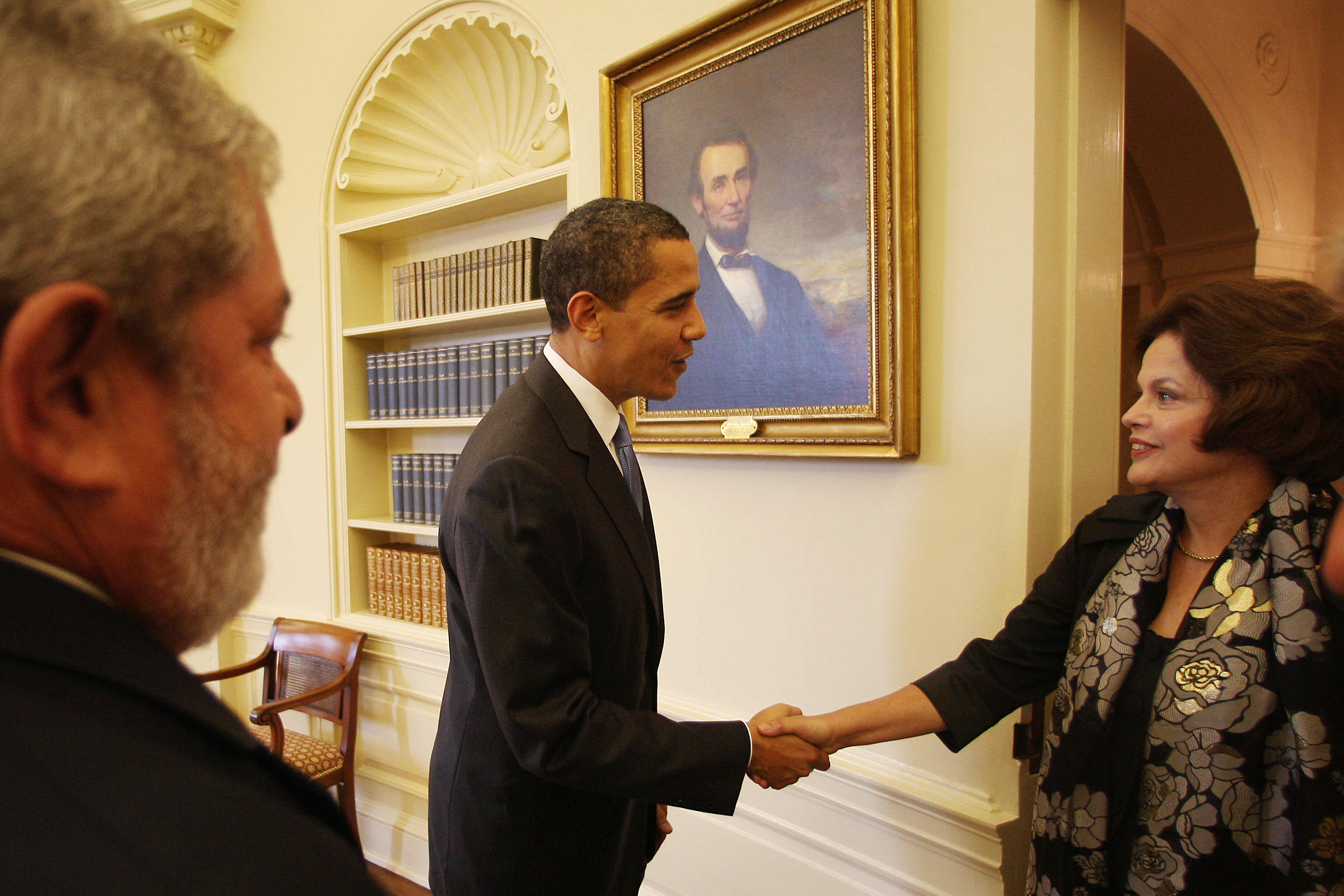
Дилма Русеф и Барак Обама

Дилма долгое время состояла в Демократической рабочей партии, а в конце 1990-х годов перешла в более радикальную Партию трудящихся. После кризиса с подачей электроэнергии на юге Бразилии в конце президентского срока Фернанду Энрике Кардозу тема энергетических вопросов стала актуальной, и Луис Инасиу Лула да Силва воспользовался опытом Дилмы в своей предвыборной кампании. После избрания да Силвы в январе 2003 года президентом Дилма была назначена министром энергетики. 21 июня 2005 года Дилма возглавила Администрацию президента Бразилии, а в 2010 году было объявлено о её выдвижении на пост президента Бразилии на выборах 3 октября 2010 года. Луис Инасиу Лула да Силва полностью поддержал кандидатуру Дилмы. В своей предвыборной кампании Дилма выступала за проведение аграрной и политической реформ, поддержала расовые квоты, свободу вероисповедания и гомосексуальные гражданские союзы, выступая против смертной казни и легализации лёгких наркотиков.
В первом туре президентских выборов, прошедшем 3 октября 2010 года, Дилма набрала более 47,5 миллионов (46,9 %) голосов и вышла во второй тур (состоялся 31 октября), где ей противостоял кандидат правоцентристской социал-демократической партии Жозе Серра. Во втором туре Русеф набрала 56 % голосов и стала новым президентом Бразилии, первой в истории страны женщиной на этом посту.
В первом туре президентских выборов 5 октября 2014 года Дилма набрала 41,6 % голосов. Во втором туре 26 октября, где её соперником был кандидат социал-демократической партии Аэсио Невес, она победила с результатом 51,6 % голосов и осталась президентом на второй срок.

### Коррупционный скандал

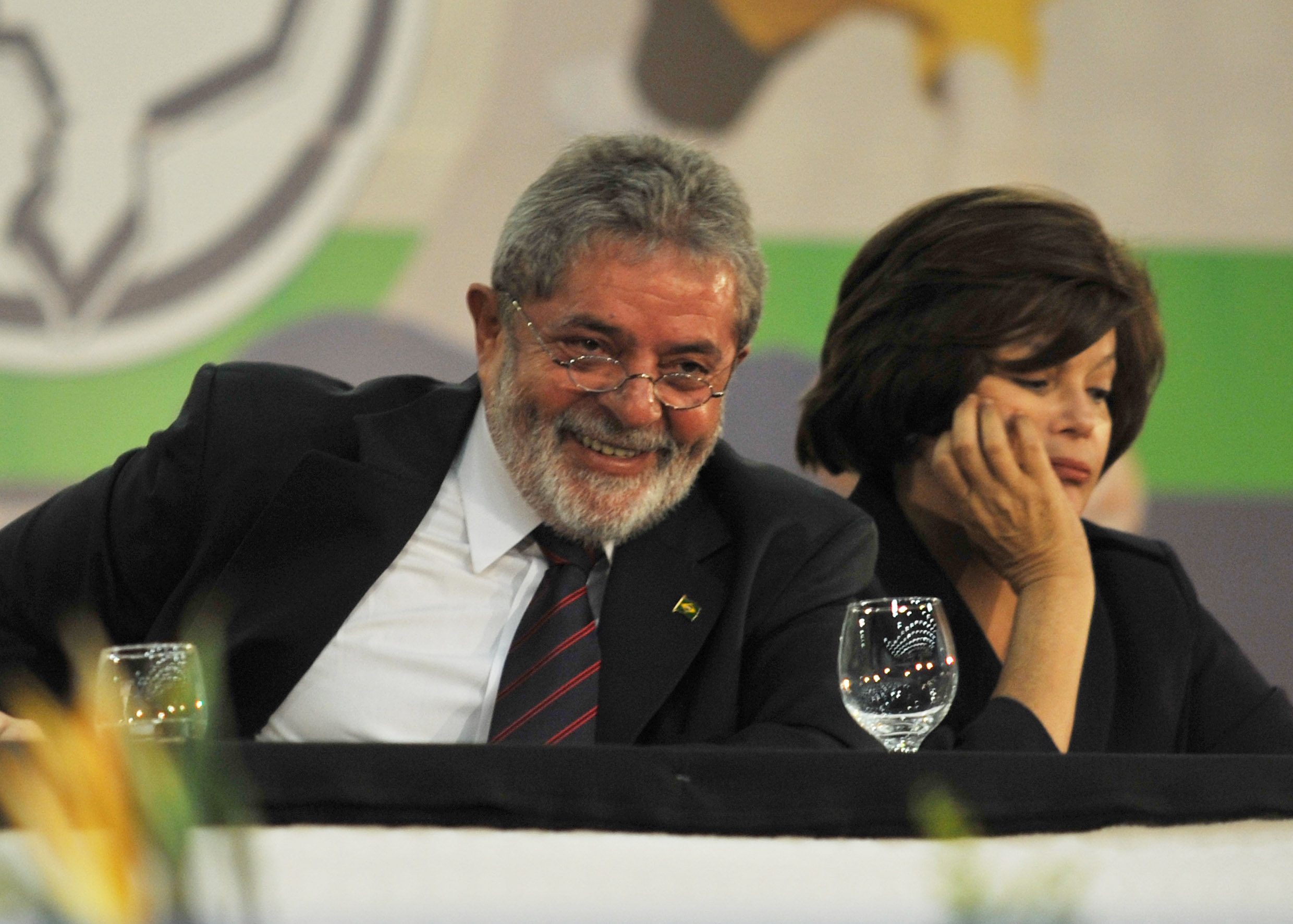
Луис Инасиу Лула да Силва и Дилма Русеф, 2009 год

В ходе расследования, начатого в 2014 году, сторона обвинения заявила, что после прихода к власти президента Бразилии Лулы да Силвы была организована коррупционная схема, в рамках которой строительные компании получали подряды на крупные проекты для нефтяной компании Petrobras, платя откаты её топ-менеджерам и перечисляя деньги правящей Партии трудящихся на финансирование её кампаний и лично политикам. В заявлении полиции Лула да Силва назван одним из главных выгодополучателей этой коррупционной схемы. Расследование привело на скамью подсудимых многих руководителей строительных компаний, топ-менеджеров Petrobras и ряд политиков, часть из них получила длительные тюремные сроки. Скандал затронул Дилму Русеф, так как она занимала в 2003—2010 годах пост председателя совета директоров Petrobras, хотя она отрицает, что знала о нарушениях.
В сентябре 2015 года оппозиция обвинила Русеф в нарушении налогового законодательства и финансовых махинациях с госсредствами в ходе её избирательной кампании в 2014 году. В декабре 2015 года по требованию оппозиционных партий парламент запустил процедуру импичмента против Русеф.
16 марта 2016 года Русеф объявила о назначении Луиса Инасиу Лулы да Силвы главой своей администрации. По бразильским законам это решение Русеф делало да Силву недосягаемым для ведущих расследование прокуроров и курирующего его судьи. Предъявить обвинения да Силве, чтобы он смог предстать перед Верховным Судом, в этом случае мог только генеральный прокурор. Оппозиция и миллионы бразильцев, выходившие 13 марта на акции протеста против коррупции Русеф и да Силвы, восприняли это как попытку защитить экс-президента от уголовного преследования. Федеральный судья выпустил постановление, приостанавливающее назначение да Силвы в связи с тем, что оно мешает свободному отправлению правосудия в ходе антикоррупционного расследования.
17 апреля 2016 года более двух третей депутатов нижней палаты Национального конгресса Бразилии проголосовали за импичмент Русеф. В соответствии с законом вопрос поступил на рассмотрение Федерального сената.
12 мая 2016 года сенат проголосовал за объявление импичмента, за импичмент проголосовали 55 сенаторов, против — 22. Президент Русеф отстранена от должности на 180 дней, её обязанности временно перейдут к вице-президенту Мишелу Темеру. Позже сенат вновь рассмотрел вопрос на специальном заседании под председательством главы Верховного Суда. Если две трети сенаторов проголосовали бы за импичмент, то глава государства вынуждена была окончательно уйти со своего поста. В августе 2016 года Специальная комиссия Сената приняла решение об импичменте и передала его на утверждение пленума Сената. 31 августа 2016 года решением Сената Бразилии была окончательно отстранена от должности президента.

### В структуре БРИКС
24 марта 2023 года Дилма Русеф избрана президентом банка стран БРИКС — Нового банка развития.
6 июня 2024 года на полях Петербургского международного экономического форума провела встречу с президентом РФ Владимиром Путиным.
В марте 2025 года была переизбрана на пост главы банка БРИКС.

## Прослушка спецслужбами США
Когда Дилма Русеф находилась в США с первым официальным визитом, WikiLeaks были обнародованы секретные данные, раскрывающие подробности шпионажа, проводимого Агентством национальной безопасности в отношении президента и её ближайших советников, министров и членов Центрального банка.
Для мониторинга главы бразильской исполнительной власти АНБ выбрало не менее 10 телефонных номеров, непосредственно связанных с Дилмой. Это были проведённые в кабинеты стационарные телефоны, подобные тому, который использовался в 2010 году в работе комитета избирательной кампании Дилмы, штаб-квартира которой располагалась в Лагу Сул, Бразилиа, а также мобильные с пометкой «связи Дилмы» («liaison» по-английски) и телефонная линия в Президентском дворце.

## Личная жизнь
В 2009 году Дилма вылечилась от рака лимфатических узлов на ранней стадии; из-за последствий проведённой химиотерапии она несколько месяцев носила парик.
Дилма дважды была замужем, сейчас разведена. От второго брака у неё есть дочь, которая в сентябре 2010 года родила Дилме внука.
Свободно владеет, помимо родного португальского, также английским, французским и испанским языками.

## Награды
- Цепь ордена Изабеллы Католической (Испания, 15 ноября 2012 года)[30]
- Орден «Стара планина» с лентой (Болгария, 2011 год)
- Орден Дружбы (13 сентября 2024 года, Китай)[31]